# جون غودمان (لاعب كرة قدم)
جون غودمان (بالإنجليزية: Jon Goodman)‏ (2 يونيو 1971 في المملكة المتحدة - ) هو لاعب كرة قدم أيرلندي في مركز الهجوم. شارك مع منتخب جمهورية أيرلندا لكرة القدم. أما مع النوادي، فقد لعب مع نادي ميلوول ونادي بروملي ونادي ويمبلدون.

## وصلات خارجية
- جون غودمان على موقع قاعدة بيانات كرة القدم.إي يو (الإنجليزية)
- جون غودمان على موقع ناشيونال فوتبول تيمز (الإنجليزية)
- جون غودمان على موقع Soccerbase.com (لاعب) (الإنجليزية)
- جون غودمان على موقع عالم كرة القدم.نت (الإنجليزية)